# Sportist Swoge
Sportist Swoge (bułg. ПФК Спортист (Своге)) – bułgarski klub piłkarski z siedzibą w Swoge.

## Historia
Chronologia nazw
- 1924–1949: Sportist Swoge (bułg. "Спортист" Своге)
- 1949–1952: DSNM Swoge (bułg. ДСНМ Своге)
- 1952–1954: Minior Swoge (bułg. "Миньор" Своге)
- 1954–1957: FK Swoge (bułg. ФК "Своге")
- 1957–...: Sportist Swoge (bułg. "Спортист" Своге)

Klub został założony w 1924 roku pod nazwą Sportist Swoge. 
Do 2007 występował w amatorskiej, czwartej i trzeciej lidze. W 2007 klub awansował do II ligi bułgarskiej.

## Sukcesy
- 2 miejsce w II lidze bułgarskiej (najwyższe w historii): 2009
- 1/8 finału Pucharu Bułgarii: 1960

## Stadion
Stadion Czawdara Cwetkowa w Swoge może pomieścić 1,600 widzów. Otwarty w 1967, do 2007 nazywał się "Iskar". W 2007 nazwany imieniem najlepszego napastnika w historii klubu Czawdara Cwetkowa.